# Musée Geominero (Madrid)
Le Musée Geominero (en espagnol Museo Geominero), à Madrid, en Espagne, abrite des collections de minéraux, de roches et de fossiles d'Espagne et de ses anciennes colonies, ainsi que des spécimens de gisements importants d'autres parties du monde. Parmi ses objectifs figurent l'étude et la diffusion du patrimoine géologique, minéralogique et paléontologique espagnol. Jusqu'en 1989, date à laquelle il reçoit son nom actuel, il était à plusieurs reprises appelé le Musée national de géologie. Il est situé dans le bâtiment de l'Institut géologique et minier d'Espagne, une institution dont il dépend administrativement. 

## Histoire
Les collections proviennent du matériel collecté lors des travaux d'élaboration de la carte géologique de l'Espagne. Ces travaux ont commencé en 1849, après la création de la Commission pour former la Charte géologique de Madrid et la Carte générale du Royaume, germe de l'actuel Institut géologique et minier d'Espagne. 
Les collections ont suivi l'institut dans ses différents changements de localisation. Initialement, en 1849, ils ont été logés dans le palais du duc de San Pedro, puis au siège de la Direction générale des mines, avec quelques transferts ultérieurs. 
Le musée est actuellement intégré comme l'élément principal du bâtiment que l'architecte Francisco Javier de Luque a fait pour le siège définitif de l'Institut géologique et minier, dont les travaux ont commencé en 1921. La conception du musée et la distribution des collections résultent de la collaboration entre de Luque et l'ingénieur des mines Primitivo Hernández Sampelayo, premier directeur du musée. 
La grande salle du musée a été inaugurée par le roi Alphonse XIII le 24 mai 1926, à l'occasion de la célébration du XIVe Congrès géologique international, toujours dépourvu de collections, car il servait de salle de réunion pour cet événement. Il a été achevé et ouvert au public en 1927. 
À partir de 1980, des travaux de conditionnement et de restauration ont été effectués, l'inventaire et la mise à jour des fonds ont été effectués. 
Le musée a été rouvert le 2 mars 1989 par le roi Juan Carlos I et a officiellement reçu le nom actuel de Museo Geominero. 

## Architecture et distribution

### Escalier et couloirs d'accès

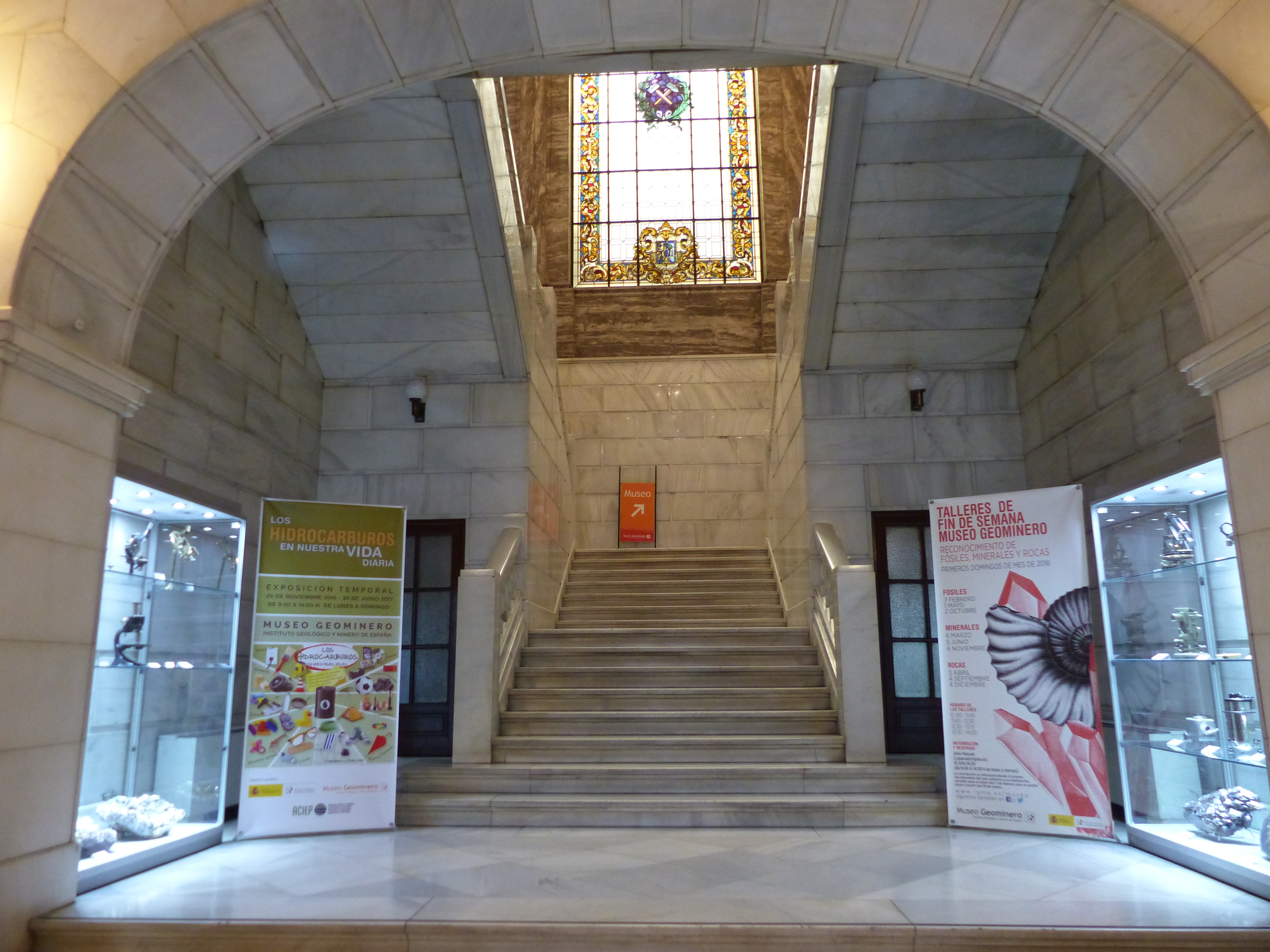
Premier vol de l'escalier en marbre

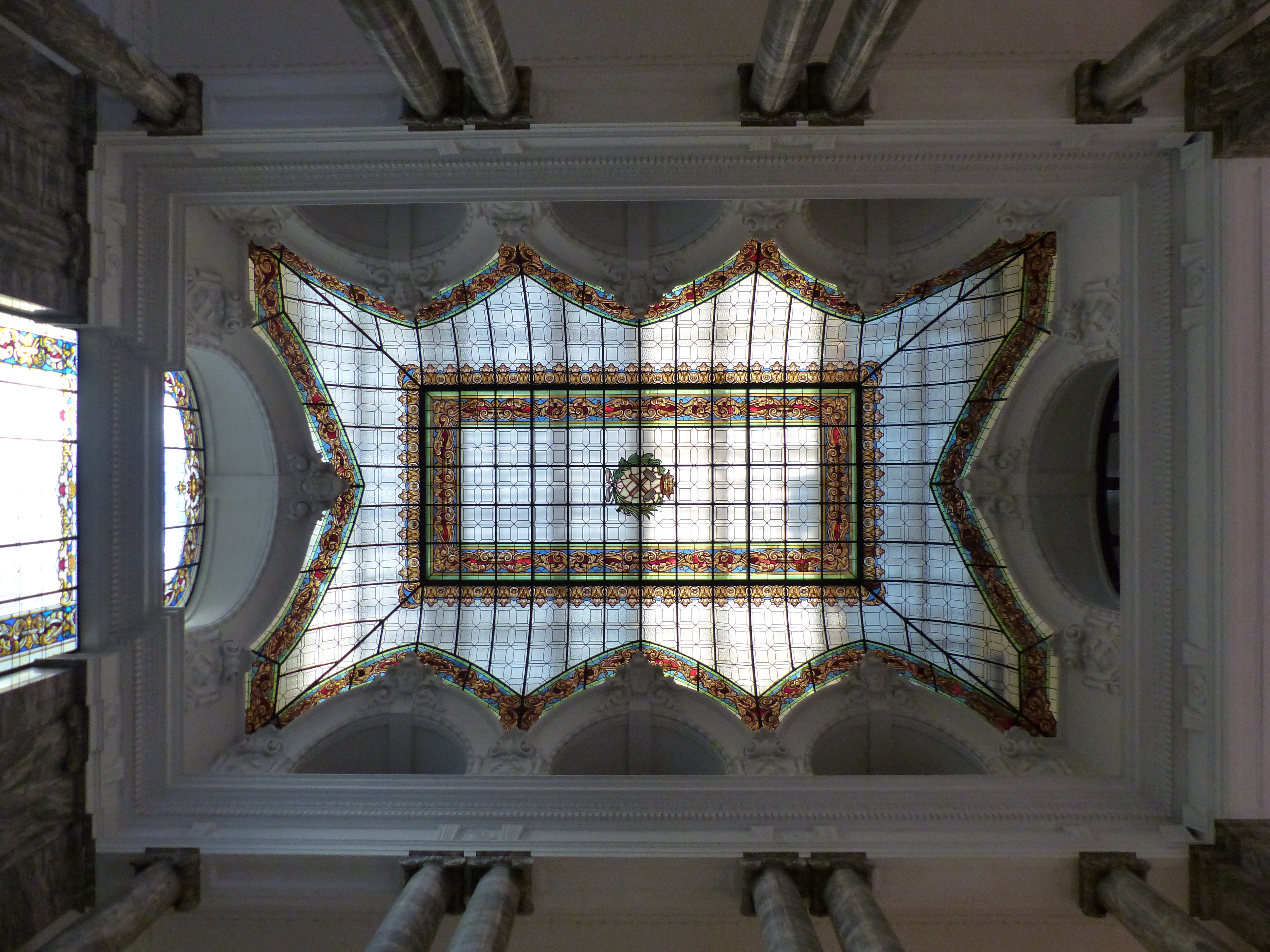
Vitrail de l'escalier d'accès

La salle principale du Musée est accessible par un escalier monumental en marbre de Macael (Almería), recouvert de vitraux. Les couloirs d'accès sont flanqués de vitrines de l'exposition permanente et de vitraux aux motifs stratigraphiques basés sur des études géologiques. 

### Hall central
La pièce principale, qui abrite la plupart des collections, est une nef rectangulaire à aire ouverte aux angles arrondis, d'une superficie de 712 m2 et d'une hauteur de 19 m. Il a trois balcons de périmètre qui servent d'espace d'exposition et de stockage, auquel on peut accéder depuis la salle générale elle-même par divers escaliers en colimaçon. 
Le faux plafond est formé par un grand vitrail horizontal polychrome plat, qui se dresse sur une bande verticale, également avec des vitraux, et flanqué par d'autres dans une demi-voûte, tous réalisés par la Casa Maumejean Hermanos, à Madrid. 
Les vitrines en bois sculpté sont les originales, respectées et restaurées lors des travaux de conservation de 1980. 
Des canapés originaux, répartis dans toute la pièce, camouflent les radiateurs du système de chauffage. 

## Les collections

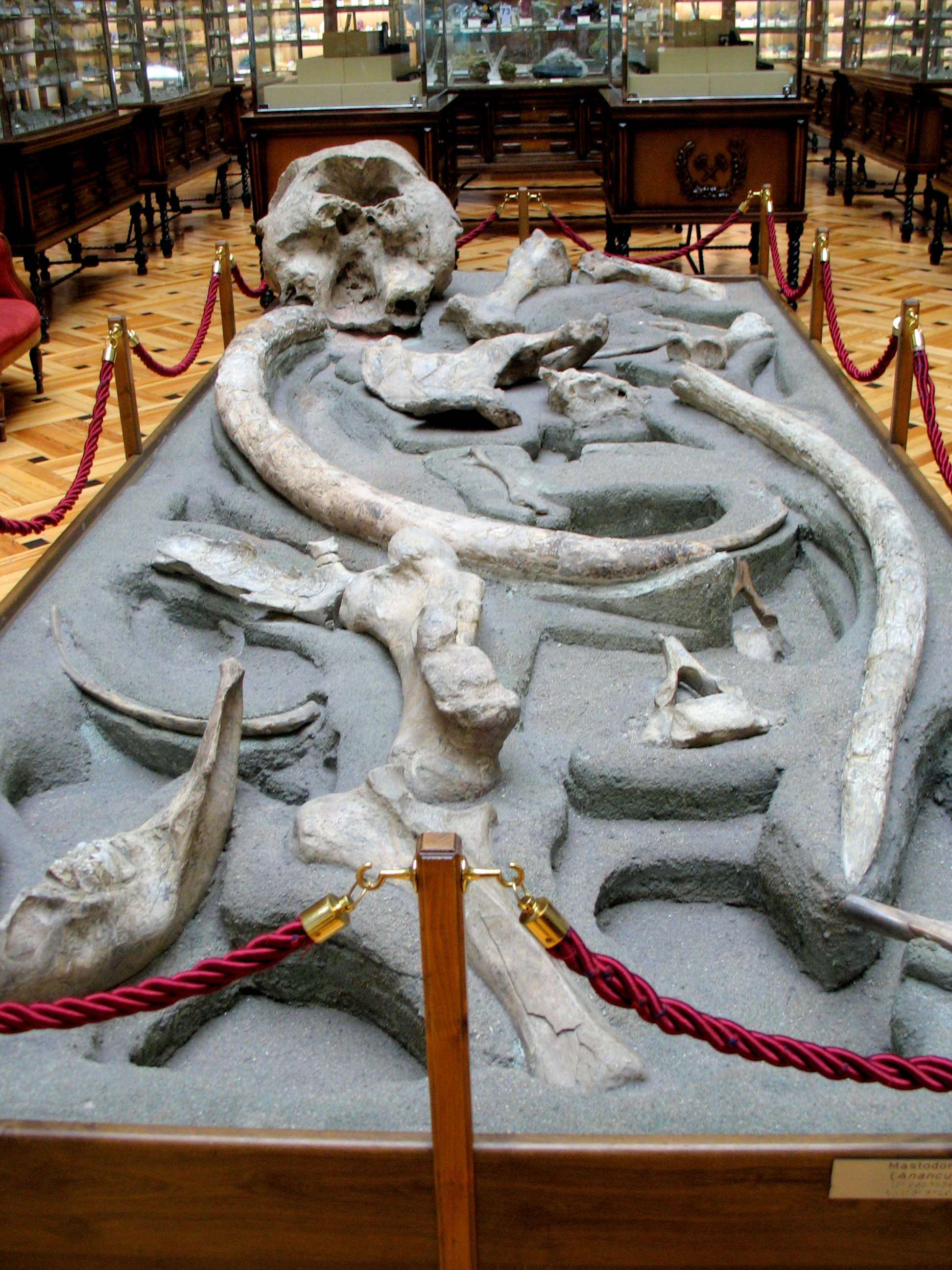
Fossiles dAnancus arvernensis de Las Higueruelas (Ciudad Real).

Le Musée possède plusieurs collections organisées par thèmes : 
- Systématique minérale
- Ressources minérales
- Minéraux des communautés autonomes
- Roches (inclut les météorites)
- Fossiles de flore et invertébrés espagnols
- Fossiles de vertébrés
- Fossiles étrangers
- Paléontologie invertébrée systématique

Dans la salle centrale, il y a aussi une reproduction d'une partie du gisement pliocène de Las Higueruelas (Ciudad Real), avec des restes originaux du mastodonte Anancus arvernensis, et plusieurs vitrines avec des fossiles et des minéraux remarquables par leur nature spectaculaire ou leur état de conservation. À l'entrée du musée, on peut également observer diverses vitrines avec des instruments anciens. 